# Laemophloeus contaminatus
Laemophloeus contaminatus is een keversoort uit de familie dwergschorskevers (Laemophloeidae). De wetenschappelijke naam van de soort werd in 1877 gepubliceerd door Antoine Henri Grouvelle.